# Ira Losco
Ira Losco est une chanteuse maltaise née à Sliema le 31 juillet 1981.

## Biographie
En 2002, elle représente son pays à la 47e édition du Concours Eurovision de la chanson et réalise une des deux meilleures performances du pays, une seconde place avec la chanson "7th Wonder".
Le 23 janvier 2016, elle est à nouveau désignée pour représenter le pays au Concours Eurovision de la chanson 2016, au terme d'une sélection nationale (Malta Eurovision Song Contest 2016) avec le titre Chameleon récoltant près de 40 % des voix en finale. Néanmoins, elle change de titre pour le concours en interprétant Walk on Water.
Elle participe à la demi-finale, le 10 mai 2016 où elle est qualifiée pour la grande-finale du 14 mai et termine le concours à la 12e position avec 153 points.